# 朴世東
朴 世東（パク・セドン、朝鮮語: 박세동、1913年3月4日 - 没年不詳）は、大韓民国の実業家、政治家。第2代韓国国会議員。

## 経歴
江原江陵出身。日本大学法科卒。商会支配人、鉱山経営者、鉱業評論社社長、大韓青年団江陵郡団長、建青首席総務、大韓農民総連盟中央総本部副委員長、大韓独立青年団中央広報部副団長、経済新聞主幹、現代日報創刊主幹・総務局長、大韓反共団中央総本部副団長、大韓啓蒙協会副会長などを務めた。光復後は共産党打倒に尽力し、国会議員在任中は李承晩の政治路線に従って自由党の発展に貢献をしたが、その後族青系と見なされ、除名処分を受ける危機に陥った。